# Godai
Godai (五大) es el término con el que se conocen en Japón y la filosofía japonesa los llamados "cinco elementos". 
Distinto de la concepción china de los cinco elementos conocida como Wu Xing, Godai es considerado normalmente un término budista japonés, con influencias del hinduismo.
La filosofía budista del «godai» (literalmente los “cinco grandes”) es conocida en Occidente gracias a la representación de Miyamoto Musashi en su texto Gorin-no-sho (El Libro de los Cinco Anillos), en el que explica distintos aspectos del manejo samurái de la espada asignándole a cada uno un elemento.

## Los Elementos

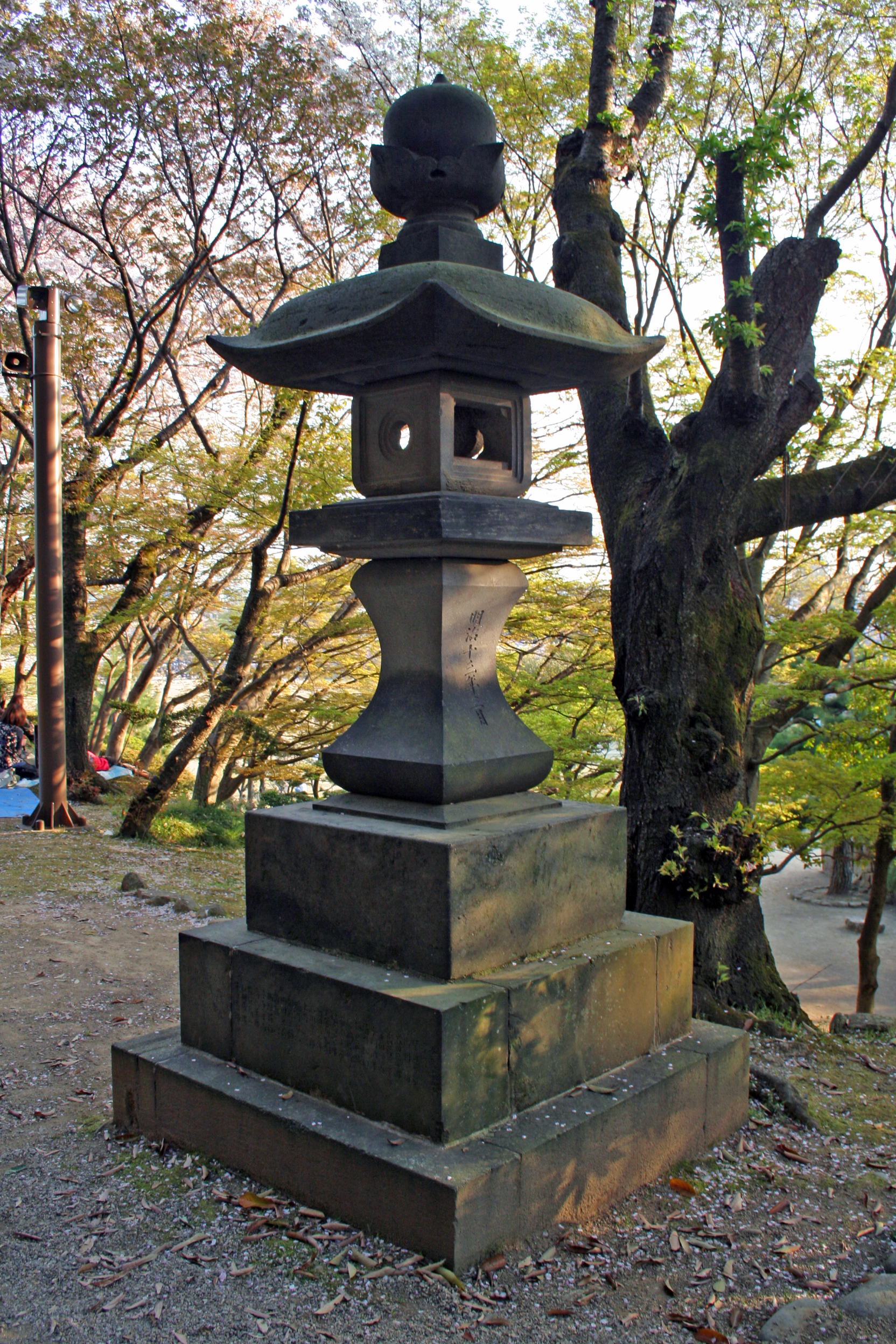
Castillo de Himeji en primavera.

Los cinco elementos son, en orden de poder/iniciación ascendente: Tierra, Agua, Fuego, Viento y Vacío.

### Chi- Terrestre
地 Chi (a veces ji) o tsuchi, significando «El mundo terrestre», representa los objetos duros y sólidos de la tierra. El ejemplo más básico de Chi es una piedra. Las piedras son altamente resistentes al movimiento y al cambio, como cualquier cosa fuertemente influenciada por "chi". En las personas, huesos, músculos y tejidos son representados por chi. Emocionalmente el chi está asociado con la persistencia, la terquedad, lo colectivo, la estabilidad, lo físico, y la gravedad. Es un deseo de permanecer como se es; una resistencia al cambio. En la mente, es confianza. Bajo la influencia de este modo Chi estamos al tanto de nuestra fisicalidad y energía de acción.
(Nota: Éste concepto es separado del Ki, la Fuerza Vital, escrita alternativamente como 気, 氣, o 气.)

### Sui- Acuático
水 Sui o mizu, significando «Agua», representa las cosas fluidas y sin forma. Además de ríos y lagos, las plantas también son sui, porque se adaptan a su entorno, creciendo y cambiando según la dirección del Sol y el paso de las estaciones. La sangre y otros fluidos corporales son también representados por sui, así como son las tendencias mentales y emocionales a la adaptación y el cambio. Sui puede ser asociado con la emoción, la defensividad, la paz interior, la paciencia, la adaptabilidad, la flexibilidad, la elasticidad y el magnetismo

### Ka- Ígneo
火 Ka o hi, significando «Fuego», representa las fuerzas enérgicas y móviles del mundo. Los animales, capaces de moverse y llenos de energía-fuerza, son ejemplos primarios de objetos ka. Corporalmente, ka representa nuestro metabolismo y calor corporal. En los aspectos mentales y emocionales, representa el impulso y la pasión. Ka puede ser asociado con seguridad, motivación, deseo, intención y un espíritu extrovertido.

### Fū- Aéreo
風 Fū o kaze, significando «Viento», representa aquellas cosas que crecen, se expanden y disfrutan de la libertad del movimiento. Más allá de aire, humo y similares, fū puede ser representado de alguna manera por la mente humana. Cuando crecemos físicamente, nos expandimos también mentalmente, en términos de nuestros conocimientos, experiencias y personalidad. El respirar es un representante del Fū, y los procesos interiores al cuerpo asociados con éste. Mental y emocionalmente, representa una posición de «mente abierta» y una actitud y sentimiento despreocupados. Puede ser asociado con voluntad, elusividad, evasión, benevolencia, compasión, y sabiduría.

### Kū- Vacío
空 Kū o sora, más comúnmente traducido como «Vacío», también significando Cielo, representa aquellas cosas más allá de nuestra experiencia diaria, particularmente aquellas cosas hechas de energía pura. Corporalmente, kū representa el espíritu, el pensamiento y la energía creativa. Representa nuestra energía para pensar y comunicar, así como nuestra creatividad. También puede ser asociado con el poder, la espontaneidad y la inventiva.
Kū es de importancia particular como el más elevado de los elementos. En las artes marciales, particularmente en los cuentos ficticios donde están compenetradas con lo místico u oculto, es a menudo invocado el poder del vacío como forma de conectarse a la Quintaesencia creativa del mundo. Un guerrero en sintonía con el Vacío puede sentir sus inmediaciones y actuar sin pensar y sin esperar a sus sentidos.

## Representaciones deGodai
Las expresiones contemporáneas más comunes del Godai, aparte de las artes marciales y la ficción, pueden hoy encontrarse en la arquitectura budista. Las linternas japonesas en los Jardines Zen y templos budistas en Japón tienen cinco divisiones que representan los cinco elementos, aunque puede ser difícil discernirlos. La pieza inferior, en contacto con suelo, representa a chi, la tierra; la siguiente sección sui, el agua; el fuego, ka, es la sección que posee la luz o llama de la linterna; mientras fū y kūson están representados por las últimas dos secciones de la parte superior, la última de las cuales apunta al cielo.
Otro símbolo común de los cinco elementos es el gorintō, una torre de piedra de pequeño tamaño usada principalmente en los templos y cementerios budistas. Está compuesto de abajo arriba por un cubo, una esfera, un triángulo, un creciente y una representación de una flor de loto, con el mismo sentido que las secciones de las linternas.